# 1955–1956-os spanyol labdarúgó-bajnokság (első osztály)
A La Liga 1955-56-os szezonja volt a bajnokság huszonötödik kiírása. A bajnokságban 16 csapat vett részt, a győztes az Athletic Club lett. Ez volt a klub hatodik bajnoki címe.

## Résztvevők
| - Athletic Club - Atlético de Madrid - FC Barcelona - Celta de Vigo - Cultural y Deportiva Leonesa - Deportivo Alavés - Deportivo La Coruña - RCD Espanyol |  | - Hércules CF - UD Las Palmas - Real Madrid CF - Real Murcia CF - Real Sociedad - Real Valladolid - Sevilla FC - Valencia CF |

## Végeredmény
| #  | Klub                | M  | Gy | D | V  | RG | KG | Pont | GK  | Megjegyzés |
| -- | ------------------- | -- | -- | - | -- | -- | -- | ---- | --- | ---------- |
| 1  | Athletic Club       | 30 | 22 | 4 | 4  | 79 | 31 | 48   | 48  | Bajnok     |
| 2  | FC Barcelona        | 30 | 22 | 3 | 5  | 67 | 26 | 47   | 41  |            |
| 3  | Real Madrid CF      | 30 | 18 | 2 | 10 | 81 | 39 | 38   | 42  |            |
| 4  | Sevilla FC          | 30 | 17 | 2 | 11 | 75 | 44 | 36   | 29  |            |
| 5  | Atlético de Madrid  | 30 | 14 | 5 | 11 | 75 | 49 | 33   | 26  |            |
| 6  | Valencia CF         | 30 | 13 | 6 | 11 | 58 | 50 | 32   | 8   |            |
| 7  | RCD Espanyol        | 30 | 14 | 3 | 13 | 50 | 56 | 31   | -6  |            |
| 8  | Real Sociedad       | 30 | 11 | 8 | 11 | 48 | 53 | 30   | -5  |            |
| 9  | Real Valladolid     | 30 | 13 | 4 | 13 | 52 | 55 | 30   | -3  |            |
| 10 | Celta de Vigo       | 30 | 12 | 3 | 15 | 52 | 75 | 27   | -23 |            |
| 11 | UD Las Palmas       | 30 | 11 | 4 | 15 | 49 | 60 | 26   | -11 |            |
| 12 | Deportivo La Coruña | 30 | 11 | 4 | 15 | 60 | 80 | 26   | -20 |            |
| 13 | Real Murcia         | 30 | 10 | 5 | 15 | 46 | 66 | 25   | -20 | Kiesett    |
| 14 | Deportivo Alavés    | 30 | 9  | 6 | 15 | 49 | 73 | 24   | -24 | Kiesett    |
| 15 | Cultural Leonesa    | 30 | 5  | 4 | 21 | 34 | 65 | 14   | -31 | Kiesett    |
| 16 | Hércules CF         | 30 | 5  | 3 | 22 | 33 | 86 | 13   | -53 | Kiesett    |

| Győztes                   |
| ------------------------- |
| Athletic Club Hatodik cím |